# Luis Alberto Miramontes
Luis Alberto Miramontes (15 grudnia 1928) – piłkarz urugwajski, pomocnik.
Razem z klubem CA Peñarol Miramontes dwukrotnie zdobył tytuł mistrza Urugwaju – w 1951 i 1953 roku.
Jako piłkarz klubu Defensor Sporting wziął udział w turnieju Copa América 1956, gdzie Urugwaj zdobył tytuł mistrza Ameryki Południowej. Miramontes zagrał w trzech meczach – z Paragwajem, Brazylią i Argentyną.
Rok później wziął udział w turnieju Copa América 1957, gdzie Urugwaj zajął czwarte miejsce. Miramontes zagrał w pięciu meczach – z Ekwadorem, Argentyną, Peru, Brazylią i Chile.
W 1957 roku Miramontes razem z klubem Defensor zajął trzecie miejsce w lidze urugwajskiej.
Nadal jako gracz klubu Defensor wziął udział w turnieju Copa América 1959, gdzie Urugwaj zajął przedostatnie, szóste miejsce. Miramontes zagrał w trzech meczach – z Boliwią, Peru i Argentyną.
Od 21 stycznia 1956 roku do 30 marca 1959 roku Miramontes rozegrał w reprezentacji Urugwaju 22 mecze i nie zdobył żadnej bramki.